# А ще ми вигулюємо собак
А ще ми вигулюємо собак (англ. —We Also Walk Dogs) — науково-фантастичне оповідання Роберта Гайнлайна. Входить в цикл творів «Історія майбутнього». Опубліковане журналом Astounding Science Fiction в липні 1941.

## Сюжет
«Необмежені послуги» — дуже успішна компанія, яка надає різноманітні особисті послуги, такі як шопінг, вигул собак чи організація вечірок, але також з гордістю повідомляє, що здатна виконати будь-яку роботу.
Її лозунгом є: «Вам потрібно вбити когось? НЕ звертайтесь в «Необмежені послуги», але для всього іншого, дзвоніть .... Це окупиться! Р.S. А ще ми вигулюємо собак».
До неї звертається високопосадовець Земного уряду для секретної підготовки міжпланетної конференції на Землі, чия сильна гравітація неприйнятна для багатьох уродженців інших планет Сонячної системи.
Більша частина сюжету присвячена не опису розробки антигравітаційного пристрою для учасників конференції, а зусиллям компанії по схилянню найвизначнішого фізика Землі до співпраці. Вона це робить у звичний для себе спосіб, знаходячи і пропонуючи людині те, що для неї є цінним. На жаргоні працівників це називається «вигуляти чиюсь собаку». Для «вигулювання собаки» фізика їм доводиться провести складну операцію для таємної передачі з Британського музею в його приватну колекцію порцелянової чаші «Квітка забуття».
Після успішного проведення конференції, керівники компанії, знаючи як «вигулювати собак» фізика та замовника-урядовця, залишають за собою права на використання винаходу і навіть на періодичні відвідування колекції фізика.